# Axt
Axt – śląski herb szlachecki. Według Alfreda Znamierowskiego jest to odmiana herbu Janina.

## Opis herbu
Opis zgodnie z klasycznymi regułami blazonowania:
W polu błękitnym tarcza złota. Klejnot: Na maszcie złotym, z takąż chorągiewką, żagiel srebrny, wydęty, z krzyżem czerwonym.

## Herbowni
Axt. 
Inna rodzina o tym samym nazwisku posługiwała się herbem Nowina.